# Вёрёшмарти тер (станция метро)
«Вёрёшмарти тер» (венг. Vörösmarty tér — площадь Вёрёшмарти) — станция Будапештского метрополитена, конечная станция линии M1 (жёлтой).
Станция расположена под площадью Вёрёшмарти, одной из самых известных площадей в историческом центре венгерской столицы. На площади неподалёку от выходов со станции метро находится ряд достопримечательностей, включая памятник поэту Михаю Вёрёшмарти, в честь которого названа площадь и станция, а также кафе Жербо.
Станция была открыта 2 мая 1896 года в составе первой линии Будапештского метрополитена, ставшей и первой линией метрополитена в континентальной Европе. При открытии носила имя «Гизелла тер» (венг. Gizella tér), позднее вместе с площадью была переименована в честь Михая Вёрёшмарти. В 1970 году станция была капитально отремонтирована.
«Вёрёшмарти тер» — станция мелкого заложения с двумя боковыми платформами.